# Foresta temperata

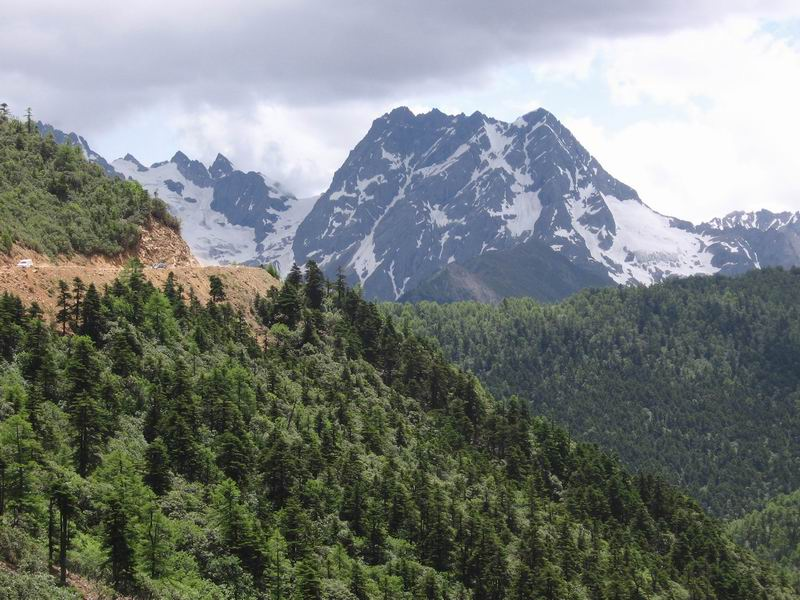
Foresta temperata di latifoglie e conifere, Yunnan, Cina sudoccidentale.

La foresta temperata è un particolare bioma che si osserva nelle regioni della Terra caratterizzate da clima temperato, mediamente umido e senza grosse variazioni stagionali di temperatura. Le originarie foreste sono quasi del tutto scomparse in Europa, vittime del disboscamento da parte dell'uomo; sopravvivono in parte nel nord degli Stati Uniti e nel Canada meridionale, dove si mescolano alla foresta di conifere, il paesaggio prevalente a latitudini più fredde, come quelle di Canada, Scandinavia, Asia settentrionale.

## Geografia

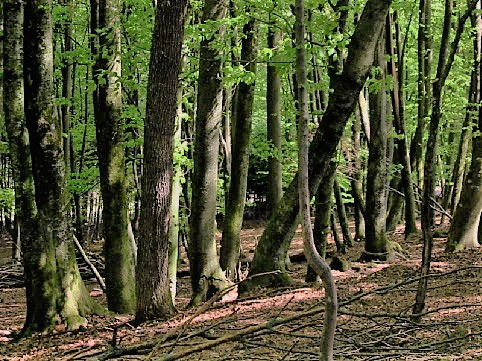
Foresta temperata a prevalenza di Fagus sylvatica, Slovenia.

### Clima
Il clima è di tipo oceanico, suboceanico o sub-continentale. Esso è caratterizzato da precipitazioni moderate, che oscillano intorno ai 1 000 millimetri annui, senza forti concentrazioni stagionali delle precipitazioni. Gli inverni sono generalmente miti, con temperature minime giornaliere che possono scendere sotto lo zero ma generalmente per periodi mai troppo prolungati. La temperatura media è compresa tra i 10° e i 18°. Nella classificazione dei climi di Köppen sono raggruppati nelle categorie Cfa, Cfb e Cfc.

## Ambiente

### Flora
La vegetazione tipica è formata da piante ad alto fusto, generalmente decidue o caducifoglie: ad un periodo di intensa attività biologica vegetale, con abbondante produzione di biomassa, della durata di circa sei mesi, segue un periodo all'incirca altrettanto lungo in cui si ha riposo vegetativo.
Pur variando in misura significativa da zona a zona secondo le differenti caratteristiche climatiche, topografiche e pedologiche, si possono trovare quasi sempre specie arboree a latifoglie quali querce, betulle, faggi e aceri.
Al contrario delle conifere, le piante latifoglie non producono effetti di acidificazione del terreno in cui crescono; il suolo che si sviluppa è pertanto piuttosto ricco e permette lo sviluppo di un rigoglioso sottobosco.

### Fauna
La vita animale è abbondante: tra gli animali più caratteristicamente associati alla foresta temperata si annoverano lupi, volpi, linci, orsi, cervi, cinghiali, caprioli e roditori, come topi e scoiattoli, tra i mammiferi; tra gli uccelli vi sono rapaci diurni, notturni e passeriformi. La foresta temperata ospita anche una buona varietà di insetti. Nelle zone di confine compaiono anche specie più tipiche di altri biomi